# Josef
Josef, Joseph är ett arameiskt/hebreiskt mansnamn יוֹסֵף (Yosef) med betydelsen 'Herren skall föröka' eller 'Herren förökar'.
Josef har, som flera andra bibliska namn, ökat i popularitet i Sverige sedan mitten på 1980-talet. Det ligger nu på mellan 60:e och 80:e plats. Den 31 december 2005 fanns det totalt 11 489 personer i Sverige med namnet Josef eller Joseph, varav 4 997 med det som tilltalsnamn. År 2003 fick 349 pojkar namnet, varav 185 fick det som tilltalsnamn.
Namnsdag: 19 mars. I den finlandssvenska namnsdagslängden har Josef namnsdag 19 mars sedan starten 1929, då en egen namnsdagskalender togs i bruk för finlandssvenskar.

## Bibliska personer med namnet Josef
- Josef, Jakobs son i Första Mosebok
- Josef från Nasaret, Jungfru Marias man och Jesu fosterfar
- Josef från Arimataia, hemlig lärjunge till Jesus och den man som begravde Jesus

## Andra personer med namnet Josef etc.
- Josef I, tysk-romersk kejsare
- Josef II, tysk-romersk kejsare
- Frans Josef I av Österrike, kejsare av Österrike
- Yusef av Marocko, kung från 1912 till 1927
- Joseph Ferdinand av Toscana, österrikisk ärkehertig och militär
- Joseph av Österrike, österrikisk ärkehertig och militär
- Josef Fredrik av Sachsen-Hildeburghausen (1702-1787), prins av Sachsen-Hildburghausen
- Franz Josef II, furste av Liechtenstein
- Josef av Sachsen-Altenburg, hertig av Sachsen-Altenburg
- Josef I av Alexandria, koptisk påve och patriark av Alexandria
- Chief Joseph, eg. In-Mut-Too-Yah-Lat-Lat, indianledare för nez percé-stammen
- Flavius Iosephus, Yosef ben Matitjahu, judisk historiker
- Josef av Calasanz ordensgrundare och katolskt helgon
- François Leclerc du Tremblay, även känd som Pater Joseph
- José María Aznar, spansk politiker, f.d. premiärminister
- Joseph Bonaparte, kung av Neapel och Spanien
- Joseph Caillaux, fransk politiker
- Joseph Conrad, polsk-brittisk författare
- Joseph Cotten, amerikansk skådespelare
- Joseph von Eichendorff, tysk romantisk poet
- Josef Eriksson, svensk tonsättare
- Joseph Erlanger, amerikansk fysiolog, mottagare av Nobelpriset i fysiologi eller medicin 1944
- Josef Fares, svensk-libanesisk regissör
- Joseph Fesch, Napoleon I:s morbror, kardinal
- Josef Frank, österrikisk-svensk arkitekt och formgivare
- Josef Fritzl, österrikisk brottsling
- Franz Joseph Gall, tysk neurolog, frenologins grundare
- Joseph Goebbels, tysk nazistisk politiker, propagandaminister
- Joseph Guillotin, doktor som introducerade giljotinen i Frankrike
- Joseph Haydn, österrikisk tonsättare
- Josef Hedar, svensk kompositör och kördirigent
- Josef Herou, svensk operasångare
- Joseph Joachim, ungersk violinist
- Joseph Joffre, fransk fältmarskalk
- Josef Kjellgren, svensk författare
- Josef Klaus, österrikisk politiker, förbundskansler 1964-1970
- Joseph Martin Kraus, tysk-svensk tonsättare
- Joseph McCarthy, amerikansk republikansk politiker och senator för delstaten Wisconsin
- Giuseppe Mazzini, italiensk politiker och revolutionär
- Josef Mengele, läkare i Nazityskland, ökänd för sina grymma experiment på människor
- Josef Motzfeldt, grönländsk vänsterpolitiker, partiledare för Inuit Ataqatigiit
- Hermann Joseph Muller, amerikansk genetiker, mottagare av Nobelpriset i fysiologi eller medicin 1946
- Jósef Piłsudski, överbefälhavare för Polens armé, statschef
- Raja-Jooseppi, finsk eremit på gården med samma namn
- Joseph Ratzinger, Benedictus XVI, påve
- Joseph Roth, österrikisk författare
- Josef Sachs, svensk affärsman, grundare av NK
- Joseph Anton Schneiderfranken, tysk religionsfilosof med titeln Bô Yin Râ
- Josef af Sillén, tonsättare, militär, försäkringsman
- Josef Stalin, generalsekreterare för Sovjetunionens kommunistiska parti och Sovjetunionens regeringschef, diktator
- Franz Josef Strauss, västtysk politiker och västtysk minister för särskilda uppgifter, minister för atomfrågor, försvarsminister och finansminister samt Bayerns ministerpresident
- Jozsef Szmidt, polsk friidrottare
- Josef Terboven, tysk nazistisk politiker
- Josip Broz Tito, Jugoslaviens president och premiärminister
- Giuseppe Verdi, italiensk kompositör
- Joseph E. Washington, amerikansk politiker
- Joseph Wirth, tysk politiker, rikskansler

### Fiktiva personer med namnet Josef etc.
- Josef Bendel, en av huvudpersonerna i Waldemar Hammenhögs roman Pettersson & Bendel från 1931.[2]
- Josef K., huvudpersson i Franz Kafkas roman Processen från 1925. Josef K. är en obetydlig banktjänsteman som åtalas för oklara brott och utsätts för en långdragen process. Boken har dramatiserats bland att av Peter Weiss i Nya processen (1982).[3]

## Varianter på andra språk[4]
- Giuseppe; kortformer Beppe, Peppe, Peppi, Peppino, Pino (italienska)
- Hovsep (armeniska)
- Iosie (grekiska, ryska)
- Joep, Jef, Joop, Joos, Joost (holländska)
- José; smeknamn Pepe, Pepito (spanska, portugisiska)
- Joosep (estniska)
- Jooseppi, Juuso (finska)
- Jóska (ungerska)
- Józef (polska)
- Josip (kroatiska)
- Juozapas, Juozas (litauiska)
- Osip (ryska)
- Yousef, Youseff, Yusef, Yusuf (arabiska)
- Josef, Pepča, Pepánek, Pepouš, Pepíček, Pepa, Pepik (tjeckiska)